# Notre-Dame-de-Bliquetuit
Notre-Dame-de-Bliquetuit é uma comuna francesa na região administrativa da Normandia, no departamento de Sena Marítimo. Estende-se por uma área de 9,69 km². Em 2010 a comuna tinha 782 habitantes (densidade: 80,7 hab./km²).